# Vân Cương
Vân Cương (chữ Hán giản thể: 云冈区, âm Hán Việt: Vân Cương khu) là một quận thuộc thành phố Đại Đồng, tỉnh Sơn Tây, Cộng hòa Nhân dân Trung Hoa. Quận Vân Cương có diện tích 62 km², dân số năm 2002 là 430.000 người. 
Từ ngày 09/2/2018 quận Khoáng hợp nhất cùng một phần các quận Nam Giao (trấn: Vân Cương, Cao Sơn, hương: Tây Hàn Lĩnh, Bình Vượng, Khẩu Tuyền, Nhã Nhi Nhai) và Thành (nhai đạo: Tây Hoa Viên, Lão Bình Vượng) để lập ra quận mới là Vân Cương.

## Đơn vị hành chính
Vân Cương được chia thành 24 nhai đạo: Môi Dục Khẩu, Vĩnh Định Trang, Đồng Gia Lương, Tứ Lão Câu, Sóc Châu, Bạch Động, Nhạn Nhai, Oạt Kim Loan, Tấn Hoa Cung, Mã Tích Lương, Đại Đấu Câu, Khương Gia Loan, Tân Tuyền Lộ, Dân Thắng, Tân Bình Vượng, Khẩu Tuyền, Mã Khẩu, Yên Tử Sơn, Hạnh Nhi Câu, Thanh Từ Diêu, Bình Nguyên Lộ, Tứ Đài Câu Đẳng.